# ヤマウラ
株式会社ヤマウラは、長野県駒ヶ根市に本社を置く建設業者である。建築や土木中心であるが、前身は鉄工所。現在もエンジニアリング事業として大型機械装置及び電気制御システム等の製作等を行う。また、ドライブインなどの経営も行っている。
主要部門である建設では、工場等の大型建築が有名。現在では一般住宅建築まで幅広く請け負う。
賃貸マンションのブランド、「ブレインマンション」を立ち上げ、全国にフランチャイズ展開を行っている。

## 沿革
- 1920年1月 - 駒ヶ根市にて山浦鉄工所創業。
- 1960年8月 - 伊那市に本社を移し、山浦鉄工株式会社設立。初代社長に山浦清一が就任。このころから建築業に参入。
- 1961年5月 - 山浦鉄工所を吸収合併し、駒ヶ根市に本社を移す。
- 1986年12月 - 現社名に変更。
- 1995年12月 - 名古屋証券取引所2部上場。
- 1997年12月 - 東京証券取引所2部上場。
- 1998年3月 - 東京証券取引所、名古屋証券取引所各1部指定替え。
- 2000年 全社全部門ISO14001取得。
- 2001年 本社・建築土木部門・エンジニアリング部門OHSAS18001取得。